# خالد الشمراني (لاعب كرة قدم مواليد 1999)
خالد أحمد الشمراني مواليد 14 سبتمبر 1999 في السعودية، هو لاعب كرة قدم سعودي يلعب كظهير أيسر في نادي العلا.

## مسيرة اللاعب
لعب في نادي الحجاز ونادي حطين ونادي العين ونادي العلا.